# Emmanuelle Wargon
Emmanuelle Wargon, nata Stoléru (Neuilly-sur-Seine, 24 febbraio 1971), è una funzionaria e politica francese.
Dopo aver ricoperto diversi incarichi amministrativi presso il Ministero della Salute, è entrata nel Gruppo Danone come direttrice delle comunicazioni e delle relazioni pubbliche, cosa che l'ha portata a svolgere attività di lobbista industriale, tra l'altro su questioni ambientali. Il 16 ottobre 2018 è stata nominata Ministro delegato per l'edilizia abitativa presso il Ministro della transizione ecologica e solidale. Il 6 luglio 2020 è stato nominato ministro incaricato dell'edilizia abitativa nel governo Jean Castex.
Emmanuelle Wargon si è laureata alla HEC Paris, Sciences Po Paris e alla ENA.